# Fresia (Chile)
Fresia – miasto w Chile, w regionie Los Lagos, w prowincji Llanquihue.